# Agriotypus chaoi
Agriotypus chaoi är en stekelart som beskrevs av Bennett 2001. Agriotypus chaoi ingår i släktet Agriotypus och familjen brokparasitsteklar. Inga underarter finns listade i Catalogue of Life.